# Sudmerberg (Berg)
Der Sudmerberg ist ein 355 m ü. NHN hoher Berg des Nördlichen Harzvorlandes. Er liegt beim Goslarer Stadtteil Sudmerberg im niedersächsischen Landkreis Goslar am Harz.
Auf dem Berg befinden sich der Sudmerbergturm (Sudmerberger Warte) und der Sender Goslar. Bis etwa 1960 wurde am Sudmerberg ein kleiner Sandsteinbruch betrieben.
Der Name Sudmerberg entwickelte sich aus Sudburgerberg, nach der im Frühmittelalter an der Ostflanke gelegenen Sudburg.

## Geographie

### Lage
Der Sudmerberg breitet sich in den Nordausläufern des Naturparks Harz aus. Er trennt die Goslarer Stadtteile Sudmerberg im Südwesten, Oker im Südosten und Steinfeld im Osten. Südlich vorbei am Berg fließt die Abzucht, die in die östlich von ihm verlaufende Oker mündet.
Im Südwesten des aus der Vogelperspektive betrachtet ovalförmigen Berges befindet sich der Hauptgipfel und im Nordosten – westlich oberhalb von Steinfeld – ein 317 m hoher Nebengipfel; beide sind etwa 1,3 km voneinander entfernt. Auf dem Berg liegt das Landschaftsschutzgebiet Sudmerberg (CDDA-Nr. 324922; 1966 ausgewiesen; 1,5 km² groß). Südlich vorbei führt die Bundesstraße 498, die im Südwesten von der den Berg westlich bis nördlich passierenden Bundesstraße 6 abzweigt.

### Naturräumliche Zuordnung
Der Sudmerberg gehört in der naturräumlichen Haupteinheitengruppe Nördliches Harzvorland (Nr. 51), in der Haupteinheit Harzrandmulde (510), in der Untereinheit Harzburger Harzvorland (5101) und dessen Teilgebiet Vorberge des nördlichen Oberharzes (5101.4) zum Naturraum Harzburg-Goslarer Vorberge (5101.40). Die Landschaft fällt nach Nordwesten bis Norden in den Naturraum Immenroder Schotterfluren (5101.12) und nach Osten in den Naturraum Okertal (5101.10) ab.

## Türme
Auf der Gipfelregion des Sudmerberges steht der Sudmerbergturm, auch Sudmerbergwarte oder Sudmerberger Warte genannt. Der einstige Wartturm aus Sandstein und lagerhaften Bruchstein wurde um 1400 erbaut und brannte 1670 nach Blitzschlag aus. Er ist 12,1 m hoch und hat als Rundturm 5,6 m Durchmesser.
Von der Aussichtsplattform des heutigen Aussichtsturms fällt der Blick auf die Stadt Goslar, das Harzvorland und zum Brocken. Der Turm ist als Nr. 108 in das System der Stempelstellen der Harzer Wandernadel einbezogen.
Außerdem befindet sich auf der Gipfelregion der Sender Goslar.

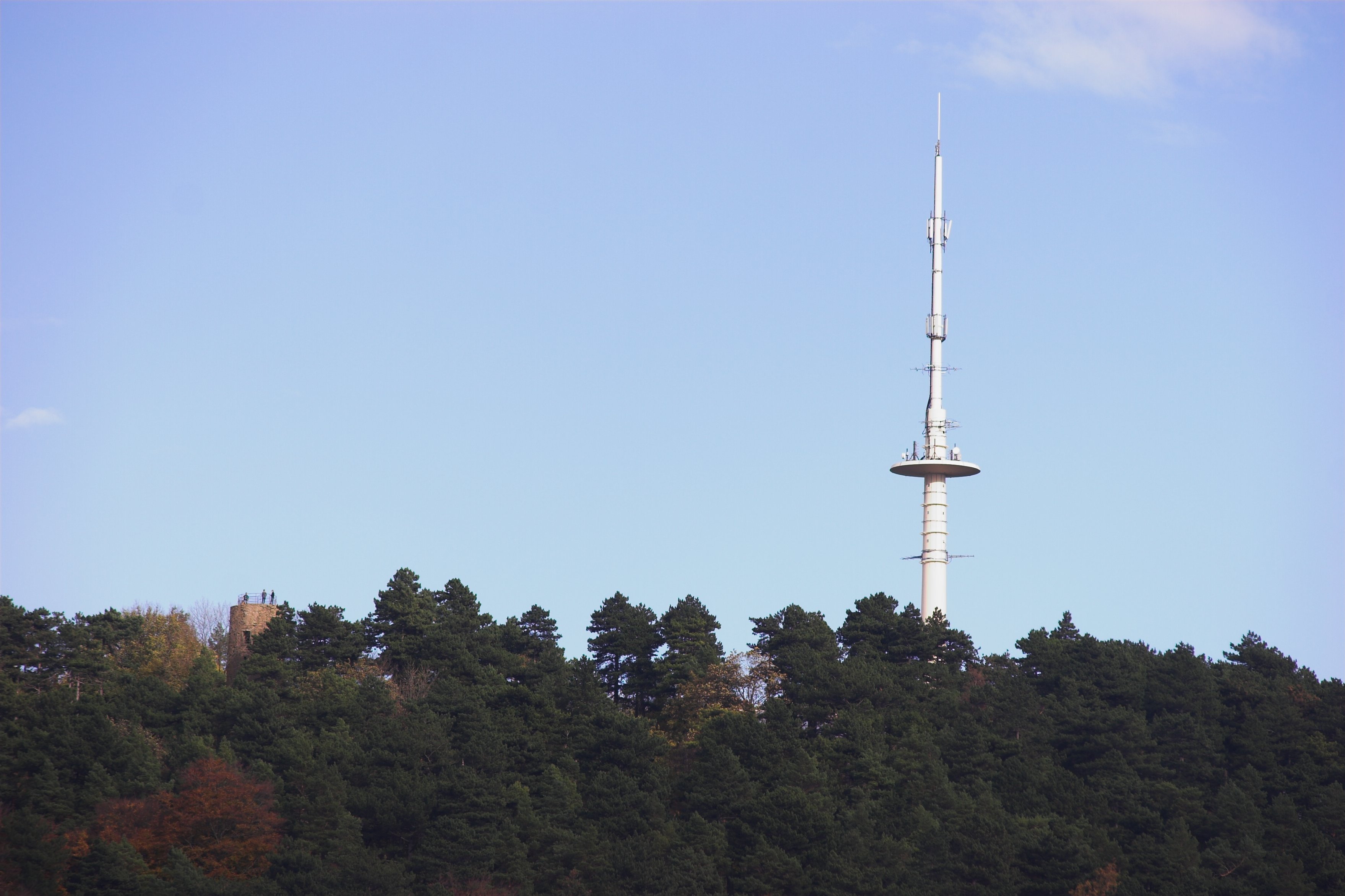
Blick von Süden zur Gipfelregion des Sudmerbergs mit Sudmerbergturm links und Sendeturm des Senders Goslar
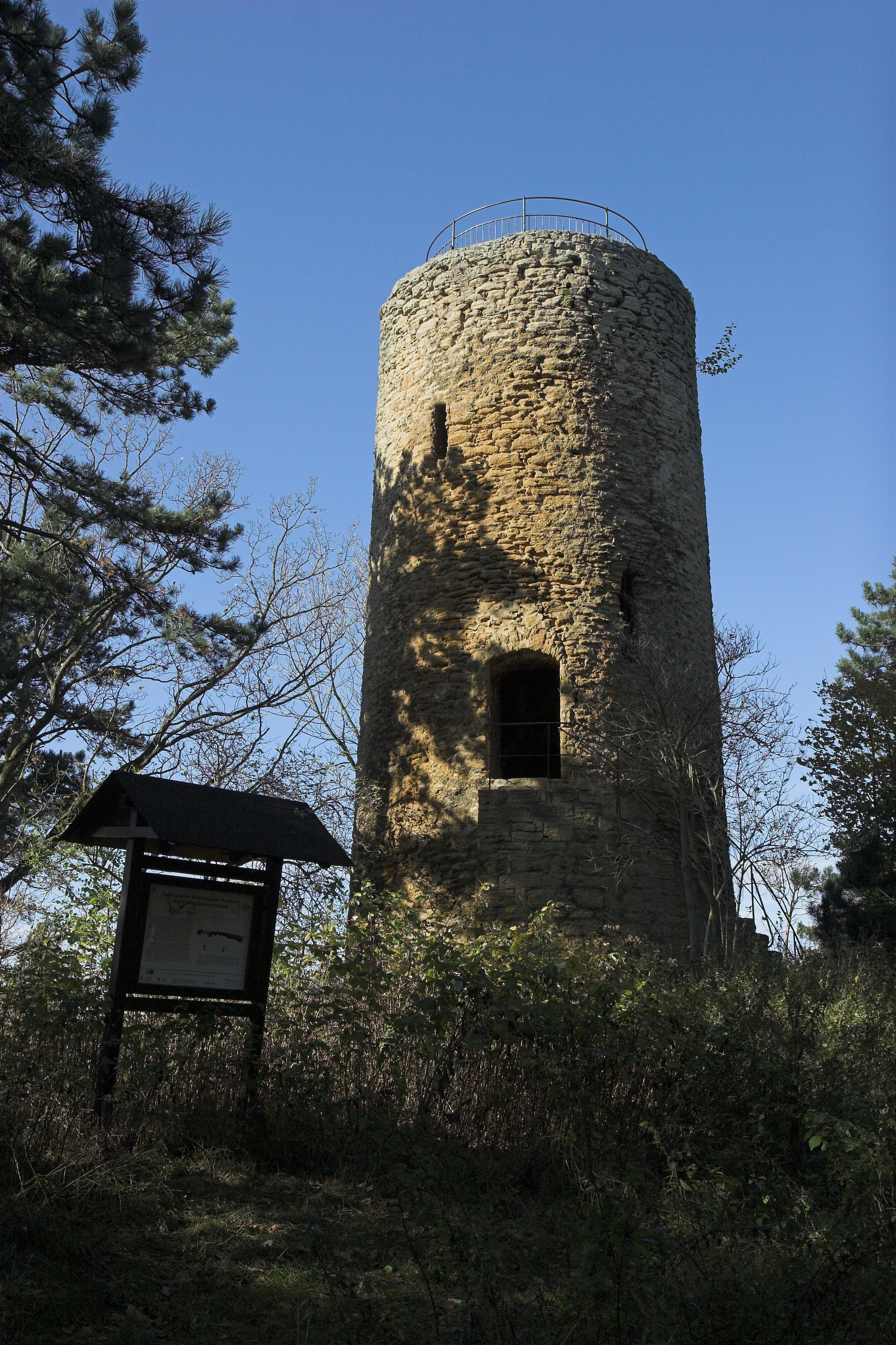
Sudmerbergturm (Sudmerberger Warte)
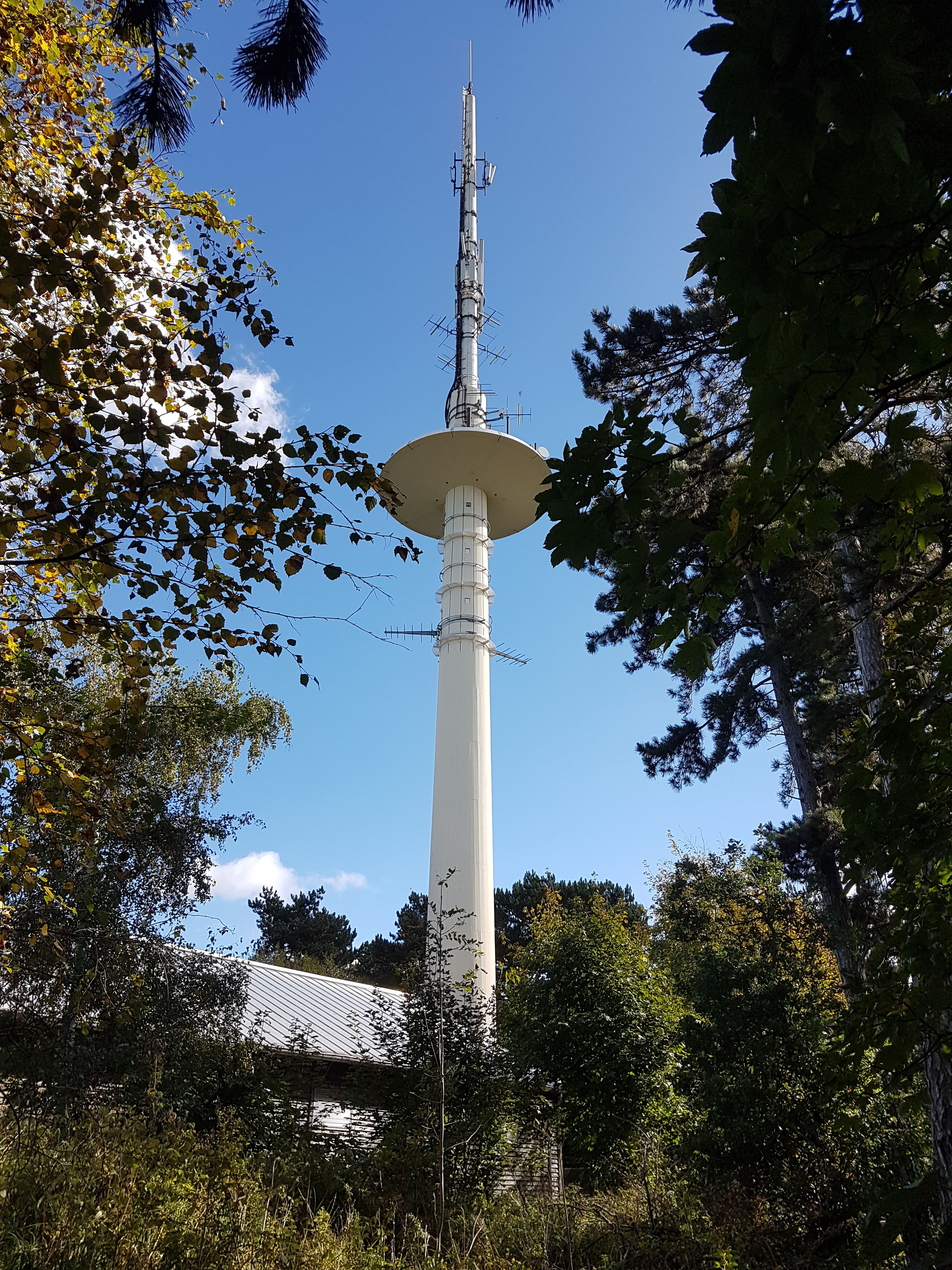
Sender Goslar
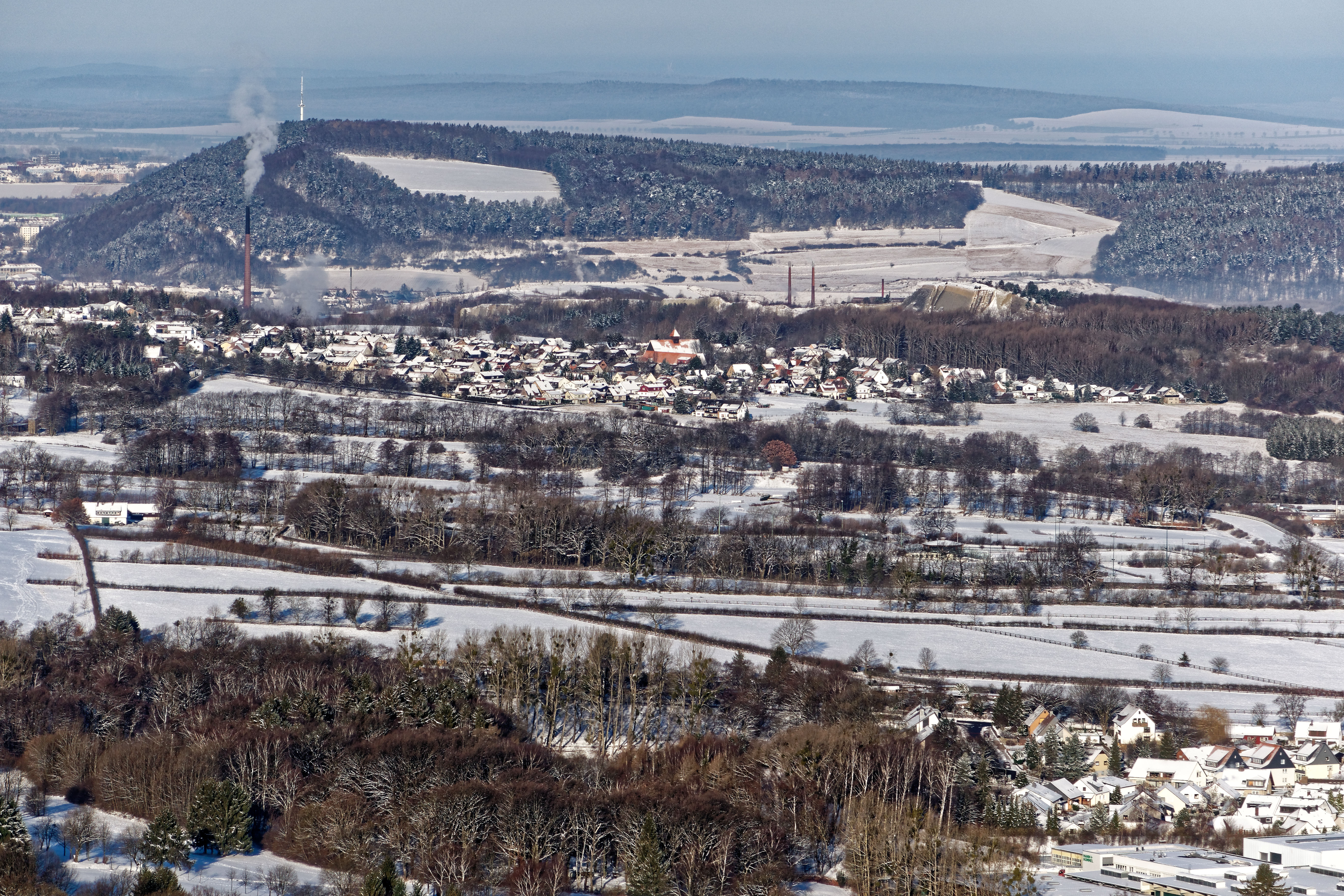
Blick vom Großen Burgberg hinüber zum Sudmerberg